# Peter Kleindienst
Peter Kleindienst (* 1959 in Heitersheim) ist ein deutscher Komponist, Gitarrenlehrer und Hörspielautor.

## Werdegang
Kleindienst spielt seit seinem 13. Lebensjahr Gitarre. Er hat ein Studium der Klassischen Gitarre an der Musikhochschule Freiburg abgeschlossen und sich parallel dazu mit Jazz beschäftigt. 1990 gründete er das New Jazz Ensemble zeitwärts, mit dem er auch auf internationalen Festivals auftrat. 
Von der Stadt Freiburg bekam er 1994 einen Kompositionsauftrag für die Bigband UpART I.G. Freiburg. Im Herbst 2001 wurde beim SWR Freiburg sein Sprech-Laut-Klang-Spiel „Von Sinnen“ nach Texten des französischen Philosophen Michel Serres uraufgeführt. Von März bis Oktober 2002 war er Stipendiat im Baseler Kulturhaus „Zum kleinen Markgräflerhof von 1376°“. Im Juli 2003 erhielt er den zweiten Preis beim Gustav-Mahler-Kompositionspreis der Stadt Klagenfurt für seine Komposition aus räumen für Jazz Big Band.
Sein erstes Streichquartett what power art wurde 2007 vom Pellegrini-Quartett in Bludenz uraufgeführt, 2010 wurde dann das zweite Streichquartett cagenmusic vom verus quartet in Basel aufgeführt. Mit Malous Winternachtstraum und Waldron bringt Gefahr veröffentlichte er 2010 und 2011 zwei musikalische Hörspiele für Kinder. Seit 2013 ist er Kurator der Reihe Jazz am Schönberg. 
Er ist freischaffender Gitarrenlehrer und unterrichtet in Freiburg.

## Hörspiele
- Malous Winternachtstraum (2010), Eigenproduktion[6]

- Waldron bringt Gefahr (2011), Eigenproduktion[7]

## CDs
- The Rhythm String Band Vol III, (Muneer Abdul Fataah) (1988), Idibib[8]

- Zeitwärts (1992), Calren[9]
- Juxtapositions, SUNNY MOON/Seraphon[10]
- reime vor pisin (2012), Double Moon Records[11]
- an ge stimmt un ge stimmt um ge stimmt, Peter Kleindienst Gitarrensolo, xopf-records[12]
- STRINGSfx (2014), Unit (Membran)[13]